# Carlos Fernández Rodríguez
Carlos Fernández Rodríguez. (Madrid, 1974), fue un historiador y archivero español y doctor en Historia por la Universidad Complutense de Madrid.

## Biografía
Sus líneas de investigación han sido diversas, destacando la historia del comunismo, de la oposición y la represión al franquismo y de la historia social y memoria en la militancia comunista.  
También ha participado en diferentes encuentros y congresos de investigadores sobre el franquismo y ha formado parte del grupo de investigación, Madrid, una ciudad en guerra, 1936-1953 y de Historia Social, ambas de la Universidad Complutense de Madrid. Formó parte de la Sección de Historia de la Fundación de Investigaciones Marxistas, y miembro de la sección de Memoria en la revista Nuestra Historia y del Grupo de Investigación de la Complutense de la Guerra Civil y el Franquismo (GIGEFRA).
Carlos Fernández trabajó en un proyecto de investigación histórica en el municipio de San Fernando de Henares para la recuperación del patrimonio histórico de la localidad, relacionadas con la historia social e historia oral entre 2001 y 2002.  
De 2016 a 2017 trabajó en un proyecto de investigación histórica sobre el municipio toledano de Yuncler de la Sagra y la formación del archivo histórico municipal de la localidad.  
Entre 2017 y 2018 trabajó como asesor histórico y documentalista sobre la realización de un libro sobre la transición española.  
A lo largo del año 2019 trabajó como asesor histórico y documentalista en la planificación y realización de una investigación histórica sobre el pintor Doménico Theotocopoulos, El Greco. 
Ha escrito numerosos artículos y comunicaciones de historia en revistas, periódicos y congresos, así como el prólogo de alguna publicación.
Falleció de manera repentina el 20 de abril de 2024

## Obra
Carlos Fernández es autor de las siguientes obras individuales:
- Madrid Clandestino. La reestructuración del PCE, 1939-1945, Fundación Domingo Malagón, Madrid, 2002. ISBN: 978-8493183035.
- La lucha es tu vida. Retrato de nueve mujeres republicanas combatientes, Fundación Domingo Malagón, Madrid, 2008. ISBN: 978-8493183097.
- Yuncler, Un viaje por la historia, Ayuntamiento de Yuncler, 2017, ISBN: 978-8469749777.

- Los otros camaradas. El PCE en los orígenes del franquismo (1939-1945), Prensas Universitarias Zaragoza, 2020. ISBN: 978-8417873714.

También ha participado en las siguientes obras colectivas: 
- Historia del PCE, I Congreso, 1920-1977, Fundación de Investigaciones Marxistas, 2007, Madrid. Vol. 1 y 2. ISBN: 978-8496381001

- II Congreso de la Historia del PCE, de la resistencia antifranquista a la creación de IU, Madrid, 2007, ISBN: 84-87098444.

- Checas, Miedo y Odio en la España de la Guerra Civil. Ed. Trea, 2017. ISBN: Obra colectiva. 978-8416466443.

- Represión franquista en Madrid, Memoria Antifranquista del Baix Llobregat, año 15, nº 20, 2020.

- Mujeres: espacios y tiempos, XIV Jornadas de Castilla La-Mancha sobre investigación en archivos, Archivo Histórico Provincial de Guadalajara, 2022. ISBN: 9788409373611.

- Un siglo de comunismo II, Presencia social y experiencia militantes, Akal, Madrid, 2022. Obra colectiva ISBN:978-8446051299.

- Comunistas contra Franco, Cien años de luchas. La fuerza de un compromiso, Catarata, Madrid, 2022. ISBN: 978-8413523163.